# Ainhoa
Ainhoa (baskisch gleichlautend) ist eine französische Gemeinde im Département Pyrénées-Atlantiques in der Region Nouvelle-Aquitaine. Sie hat 665 Einwohner (Stand 1. Januar 2022) und ist als eines der Plus beaux villages de France (Schönste Dörfer Frankreichs) klassifiziert.

## Geografie
Das Dorf liegt im französischen Teil des Baskenlandes an der Grenze zu Spanien, etwa 17 Kilometer von der Atlantikküste entfernt.

## Sehenswürdigkeiten
Ursprünglich bestand das Dorf aus einer einzigen Straße, an der noch heute Häuser aus dem 18. und sogar dem 17. Jahrhundert stehen, die eine langgestreckte Gartenparzelle auf ihrer Rückseite aufweisen. Erst später kamen weitere Straßen dazu.
- Kirche Notre-Dame-de-l’Assomption, 14. Jahrhundert

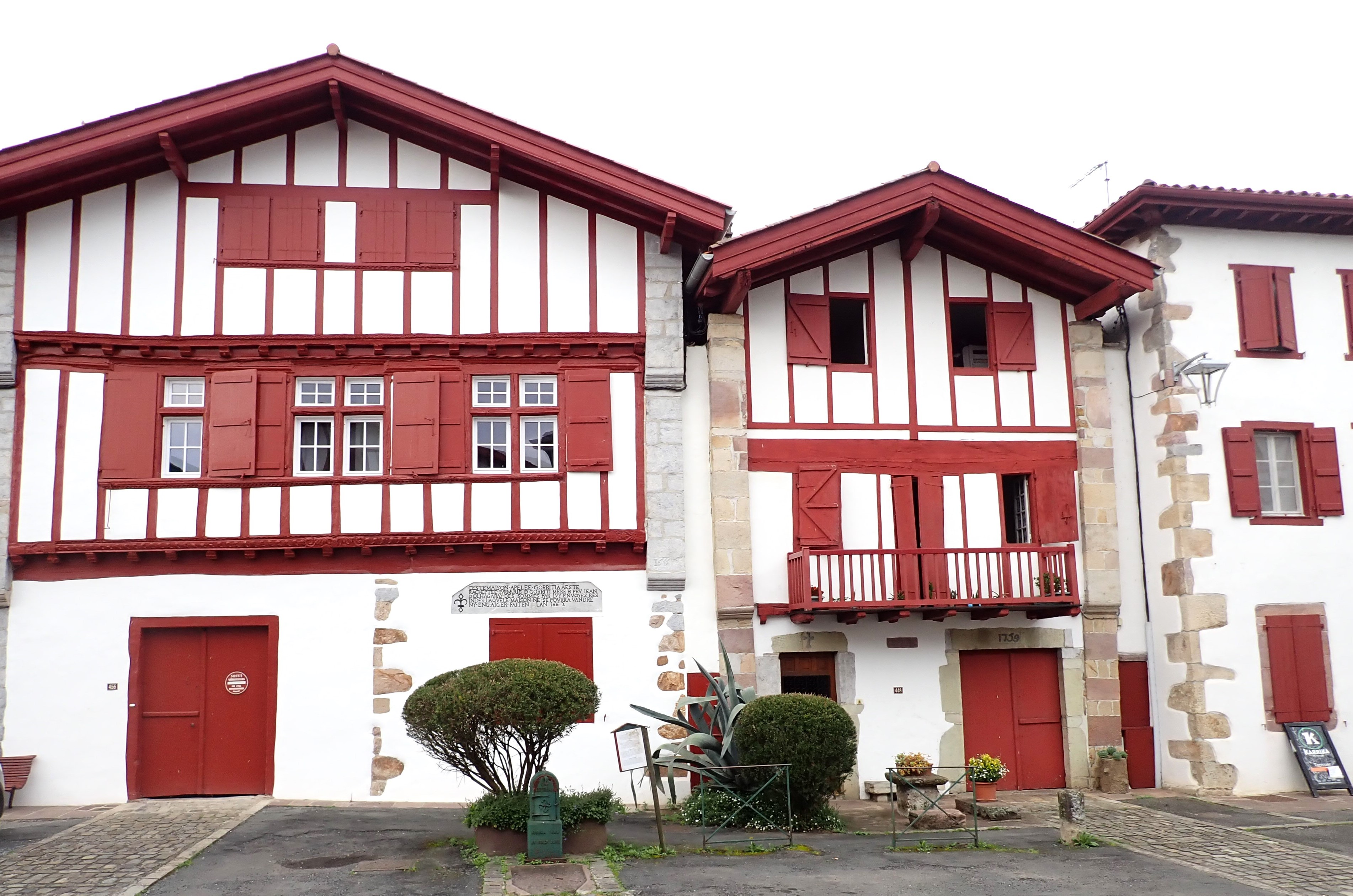
Häuser in Ainhoa, links von 1662, rechts von 1759

- Kapelle Notre-Dame-d’Aubépine

## Wirtschaft
Ainhoa ist eine der zehn Gemeinden, welche den baskischen Gewürzpaprika Piment d'Espelette unter der Herkunftsbezeichnung Appellation d’Origine Contrôlée (AOC) anbauen und verkaufen dürfen.